# Dominic Guard
Dominic Guard est un acteur britannique né le 18 juin 1956 à Londres, notable pour avoir tenu le role du Messager dans le film de Joseph Losey et dans Pique-nique à Hanging Rock. Depuis les années 2000 il a quitté le métier d'acteur pour devenir psychothérapeute.

## Biographie
Son rôle le plus marquant fut à 14 ans dans le film Le Messager. Il a gagné un BAFTA en 1972 pour sa performance. On le retrouve en 1975, dans Pique-nique à Hanging Rock de Peter Weir. Il est également bien connu pour son apparition en guest dans Doctor Who en 1983 dans le rôle d'Olvir.
Il veut jouer dans Gandhi, et aux côtés de Richard Burton et Billy Connolly dans Absolution (1978). La même année, il prête sa voix à Pippin dans le dessin animé Le Seigneur des Anneaux. Il a continué sa carrière jusque dans les années 2000.
Il est aussi auteur d'un livre pour enfants, Little Box of Mermaid Treasures. Il est le père de deux enfants avec l'actrice Sharon Duce et est le frère cadet de l'acteur Christopher Guard (né en 1953).

## Filmographie

### Cinéma
- 1970 : Le Messager de Joseph Losey : Leo Colston
- 1973 : Bequest to the Nation de James Cellan Jones : Maître George Matcham
- 1975 : Pique-nique à Hanging Rock de Peter Weir : Michael Fitzhubert
- 1978 : Le Seigneur des anneaux de Ralph Bakshi : Pippin (voix)
- 1978 : Absolution (en) d'Anthony Page : Benjamin 'Benjie' Stanfield
- 1980 : Les Yeux de la forêt de John Hough : John Keller jeune
- 1982 : An Unsuitable Job for a Woman de Chris Petit : Andrew Lunn
- 1982 : Alicja (en) de Jacek Bromski et Jerzy Gruza : Gryphon
- 1982 : Gandhi de Richard Attenborough : Subaltern
- 1991 : L'Homme qui a perdu son ombre de Alain Tanner : Marcel

### Télévision
- 1969 : Dombey and Son (TV, 1 épisode) : Johnson
- 1972 : The Hands of Cormac Joyce (TV) de Fielder Cook : Jackie Joyce
- 1975 : Le Comte de Monte-Cristo (TV) de David Greene : Albert Mondego
- 1976 : How Green Was My Valley (TV, 4 épisodes) : Huw Morgan
- 1977 : Three Piece Suite (TV, 1 épisode) : Picot D'Aligny
- 1977 : BBC2 Play of the Week (TV, 1 épisode)
- 1979 : One Fine Day (TV) de Stephen Frears : Rycroft
- 1979 : Shoestring (TV, 1 épisode) : Jeremy
- 1981 : My Father's House (TV, 1 épisode) : Harvey
- 1981 : Maybury (TV, 3 épisodes) : Colin Gilbert
- 1982 : Crown Court (TV, 1 épisode) : John Harper
- 1982 : Cousin Phillis (TV) de Mike Healey : Paul Manning
- 1983 : Fraulein Elsa (TV) de Bill Hays
- 1983 : Doctor Who (série télévisée) « Terminus » : Olvir
- 1984 : The Hello Goodbye Man (TV, 6 épisodes) : Glenn Harris
- 1985 : L'Espace d'une vie (TV, 3 épisodes) : Winston Harte
- 1986 : A Dangerous Kind of Love (TV) de Colin Godman
- 1986 : Big Deal (TV, 1 épisode)
- 1990 : All Creatures Great and Small (TV, 1 épisode) : Peter Shadwell
- 1991-1996 : The Bill (TV, 3 épisodes)
  - Friday and Counting (1991) : Robin Granger
  - Lesson to Be Learned (1994) : Vernon Meredith
  - Black Money (1996) : Tony Baker
- 1992-1995 : Casualty (TV, 2 épisodes) 
  - Cascade (1992) : Tim Turner
  - Release (1995) : Philip Hall
- 1993 : The Gingerbread Girl (TV)
- 1995 : Wycliffe (TV, 1 épisode) : Mick Brandon
- 1996 : Pond Life (TV) : Ken
- 1996 : Annie's Bar (TV, 2 épisodes) : Alistair Read
- 2000 : Hercule Poirot (TV, 1 épisode)
  - Le Couteau sur la nuque : Bryan Martin